# 볼레렝아 포트발 다메르
볼레렝아 포트발 다메르(노르웨이어: Vålerenga Fotball Damer)는 노르웨이의 수도인 오슬로를 연고로 하는 여자 축구 클럽이다. 현재 노르웨이의 여자 축구 최상위 리그인 톱세리엔에 참가하고 있다. 1913년에 볼레렝아 포트발 산하 여성팀으로 설립되었으며, 2011 1. 디비숀 시즌에서 우승을 차지하여 톱세리엔으로 승격되었다.